# Прокуткінське сільське поселення
Проку́ткінське сільське поселення (рос. Прокуткинское сельское поселение) — муніципальне утворення у складі Ішимського району Тюменської області, Росія.
Адміністративний центр — село Прокуткіно.

## Населення
Населення — 897 осіб (2020; 922 у 2018, 1063 у 2010, 1259 у 2002).

## Склад
До складу поселення входять такі населені пункти:
| Населений пункт     | Населення, осіб (2002) | Населення, осіб (2010) |
| ------------------- | ---------------------- | ---------------------- |
| Висоцька, присілок  | 1                      | 5                      |
| Казанка, присілок   | 190                    | 144                    |
| Куїмова, присілок   | 166                    | 157                    |
| Нестерова, присілок | 189                    | 165                    |
| Прокуткіно, село    | 713                    | 592                    |